# Karol Obidniak
Karol Obidniak (ur. 4 listopada 1923 w Krośnie, zm. 25 listopada 1992 w Łodzi) – polski prozaik, aktor i reżyser teatralny oraz autor sztuk scenicznych.

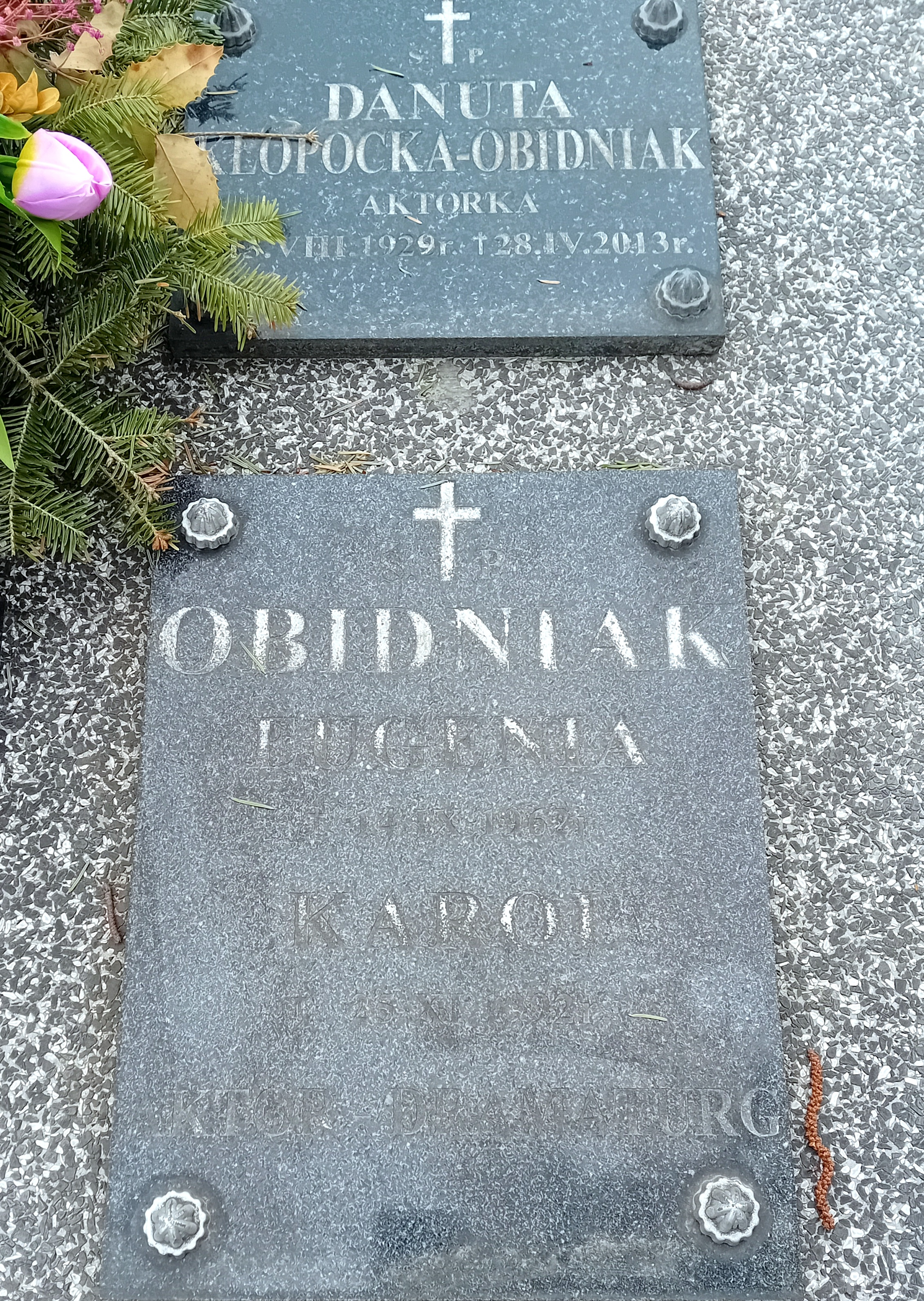
Tabliczki nagrobne Karola i Danuty Obidniaków

## Życiorys
Urodził się w rodzinie Eugeniusza (1886–1964) i Wiktorii z Żółkosiów (1888–1964) . Ukończył Royal Academy of Dramatic Art w Londynie oraz Państwową Szkołę Dramatyczną w Krakowie. 
Brał udział w kampanii wrześniowej 1939, jako ochotnik. W latach 1939–1940 był żołnierzem Wojska Polskiego we Francji. 1 lipca 1940 dostał się do niemieckiej niewoli . 1 stycznia 1943 został zwolniony . Odnotowany, jako plutonowy nawigator Polskich Sił Powietrznych w Wielkiej Brytanii .
Do kraju powrócił w 1947 roku. W latach 1947–1948 był członkiem ZWM, następnie, w latach 1948–1956 był członkiem ZMP. Od 1969 roku należał do PZPR. Był związany z teatrami w Poznaniu, Jeleniej Góry, Częstochowy, Kalisza i Łodzi jako aktor i reżyser. Debiutował jako autor sztuki scenicznej w 1960 roku w Teatrze Powszechnym w Łodzi.
Został pochowany na cmentarzu Komunalnym w Krośnie (sektor: B2, rząd: 1, numer: 29).

## Wybrana twórczość literacka
- Jak zostać generałem. Wspomnienia szeregowca. Wyd. 2. Łódź: Wydawnictwo Łódzkie, 1980. Brak numerów stron w książce
- Ostatni lot Rudolfa Hessa
- Wielka nieznajoma
- Człowiek człowiekowi
- Dark Glory
- Bereziacy
- Pokój pełen dymu

## Filmografia
- Zawsze w niedziele (1965)
- Jak daleko stąd, jak blisko (1971)
- Wiktoryna, czyli czy pan pochodzi z Beauvais? (1971)
- Dzieje grzechu (1975)
- Kobieta i kobieta (1979)
- Wyrok śmierci (1980)